# بيت مسكون

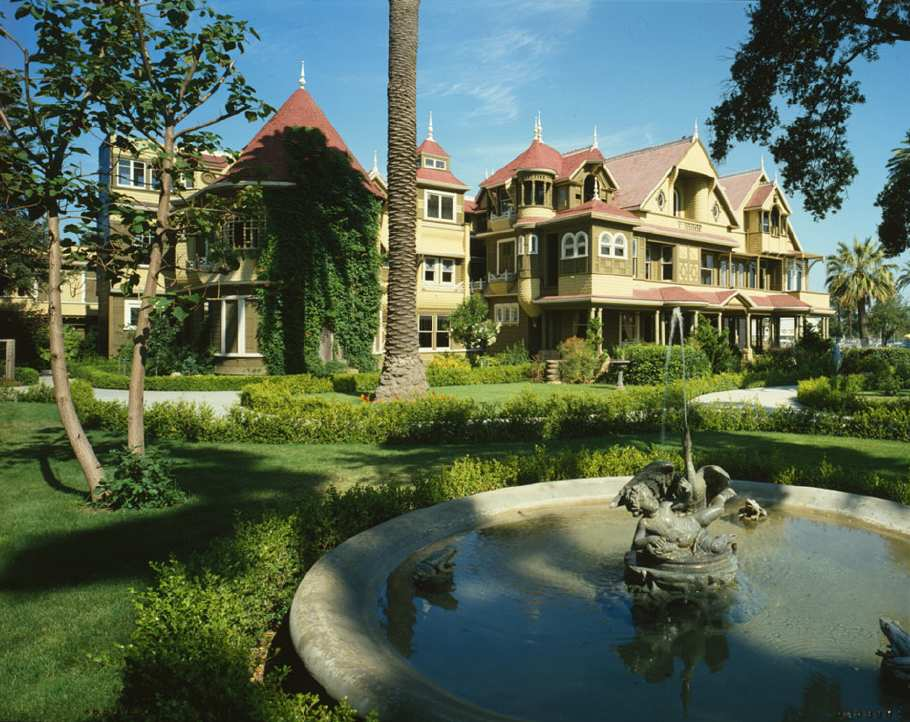
بيت مسكون في إحدى الأماكن في كاليفورنيا.

البيوت المسكونة هي البيوت التي يوجد بها الأرواح أو الجان أو تحصل فيها أحداث غريبة تثير الخوف والفزع في قلوب ساكنيها وتكثر الروايات والقصص في هذا المجال. وعلى مدى التاريخ عرفت هذه البيوت وكثرت الشائعات عنها. وتتحدث بعض الروايات عن أن البيوت المسكونة تكون قد حصلت فيها جريمة قتل أو تكون فيها روح رجل تقي صالح حيث أن القاطنين في هذا البيت يحسون بأشياء غريبة تحصل من حولهم وعلى الأغلب البيوت المسكونة تكون مهجورة من البشر بسبب هذه الأمور. ويتحدث البعض عن أنهم في بعض الأحيان يسمعون أصوات غريبة وقد تكون بشرية صادرة من بيوت مهجورة حيت تكثر الأقاويل فيما يخص هذا الأمر.
يطلق على البيت أنه مسكون عندما تُـلاحظ فيه ظواهر غريبة مثل الظلال والأصوات التي لا صاحب لها. وقد حاول بعض دارسي علم الميتافيزيقا أو علوم ما وراء الطبيعة تفسير هذا بما يسمى الطاقة النفسية.
وقيل أن سبب هذه الطاقة النفسية هو الموت بشكل بشع أو بعد التعذيب القاسي. لهذا تتبقى من تلك الطاقة بعد الموت لتسبب هذه الظواهر الغريبة. وتتوقف تلك الظواهر بعد أن تستنفذ تلك الطاقة النفسية.
وهذا العلم يفتقر بشدة إلى الإثبات.
وقد أهدر البعض حياتهم لمحاولة إثبات صحته. ولكن لم ينجح أحد منهم. لأنه لا شئ ملموس أو مسموع أو محسوس فيه.